# Zvorsca
Zvorsca – wieś w Rumunii, w okręgu Dolj, w gminie Amărăștii de Sus. W 2011 roku liczyła 586 mieszkańców.